# Centruroides tapachulaensis
Espèce
Synonymes
- Centruroides margaritatus tapachulaensis Hoffmann 1932

Centruroides tapachulaensis est une espèce de scorpions de la famille des Buthidae.

## Distribution
Cette espèce au Mexique au Chiapas, au Guatemala dans les départements de San Marcos, de Sololá, de Suchitepéquez, d'Escuintla, d'El Progreso, de Guatemala et de Santa Rosa et au Honduras dans le département d'Ocotepeque,.

## Description
Les mâles décrits par Armas, Beutelspacher et Martin en 1995 mesurent 60,30 mm et 99,80 mm et la femelle 88,70 mm.

## Systématique et taxinomie
Cette espèce a été décrite sous le protonyme Centruroides margaritatus tapachulaensis par Hoffmann en 1932. Elle est élevée au rang d'espèce par Armas, Martín-Frías et Paniagua-Solís en 2001.

## Étymologie
Son nom d'espèce, composé de tapachula et du suffixe latin -ensis, « qui vit dans, qui habite », lui a été donné en référence au lieu de sa découverte, Tapachula.

## Publication originale
- Hoffmann, 1932 : « Monografias para la Entomologia Medica de Mexico. Monografia num. 2. Los Scorpiones de Mexico. Segunda parte: Buthidae. » Anales del instituto de Biología de la Universidad Nacional de México, vol. 3, no 3, p. 243-361.